# کایتانو ری
کایتانو ری (انگلیسی: Cayetano Ré؛ ۷ فوریهٔ ۱۹۳۸ – ۲۶ نوامبر ۲۰۱۳) بازیکن فوتبال اهل پاراگوئه بود.
از باشگاه‌هایی که در آن بازی کرده‌است می‌توان به باشگاه فوتبال بارسلونا، باشگاه فوتبال اسپانیول، باشگاه فوتبال الچه، و باشگاه فوتبال رئال بتیس اشاره کرد.
وی همچنین در تیم ملی فوتبال پاراگوئه بازی کرده‌است.